# Акоста, Лукас Маурисио
Лу́кас Маури́сио Ако́ста (исп. Lucas Mauricio Acosta; род. 12 марта 1995, Кордова) — аргентинский футболист, вратарь. Ныне выступает за клуб «Ланус».

## Биография
Лукас Акоста начал заниматься футболом в школе клуба «Университарио» в родной Кордове. В возрасте 13 лет перешёл в академию «Бельграно». Работать с главной командой начал в 2013 году. В основном составе «селестес» дебютировал 18 сентября 2015 года в матче Южноамериканского кубка против «Лануса». Уже на первой минуте игры основной вратарь «Бельграно» Пабло Эредия был удалён за фол последней надежды. Акоста вышел на поле вместо защитника Лукаса Пароди и сразу же пропустил пенальти в свои ворота. В итоге «Ланус» выиграл со счётом 5:1.
Дебюта на внутренней арене Лукасу пришлось ждать ещё полтора года. 11 марта 2017 года он вышел в стартовом составе гостевой игры чемпионата Аргентины против «Сан-Лоренсо». Хозяева выиграли со счётом 2:1. До конца сезона 2016/17 и весь сезон 2017/18 Лукас Акоста был основным вратарём «Бельграно». В сезоне 2018/19 Акоста потерял место в основе. У вратаря начался конфликт с клубом и он отказался продлевать контракт.
В июле 2020 года, после продолжительных тяжб с предыдущим клубом (и не имея игровой практики на протяжении 799 дней), Акоста оформил соглашение о переходе в «Ланус».
В розыгрыше Южноамериканского кубка 2020 Лукас Акоста постоянно занимал место резервного вратаря «Лануса» — в основе выходил Лаутаро Моралес. Команда сумела во второй раз в истории выйти в финал этого турнира. В то же время Акоста играл в чемпионате Аргентины.

## Титулы и достижения
- Финалист Южноамериканского кубка (1): 2020 (не играл)